# 南方大厦
南方大厦（简称南大），位于中国广州市沿江西路的珠江河畔，曾是华南地区规模最大的综合性百货商店，也是全国12家大型百货商店之一。曾先后獲评为广东省和全国商业先进企业、誉为全国最佳商店。当年有“没有去过南方大厦就不算来过广州”一说。

## 历史

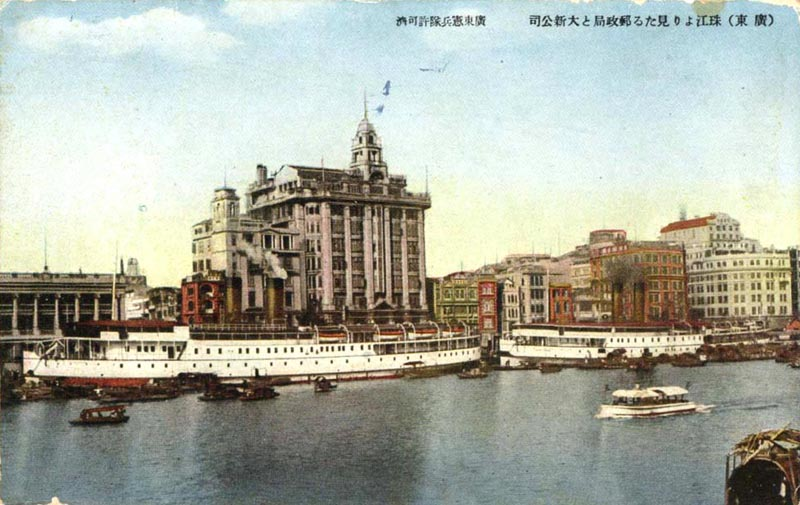
遠眺西堤大新公司

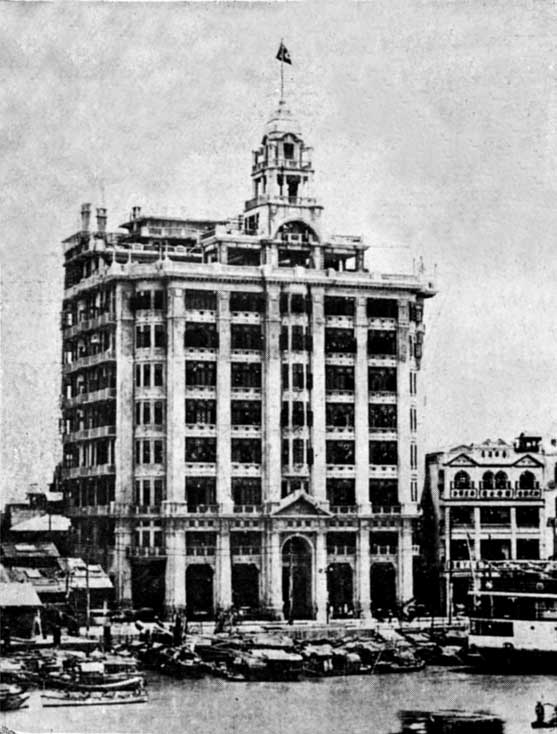
中華民國時期的西堤大新公司

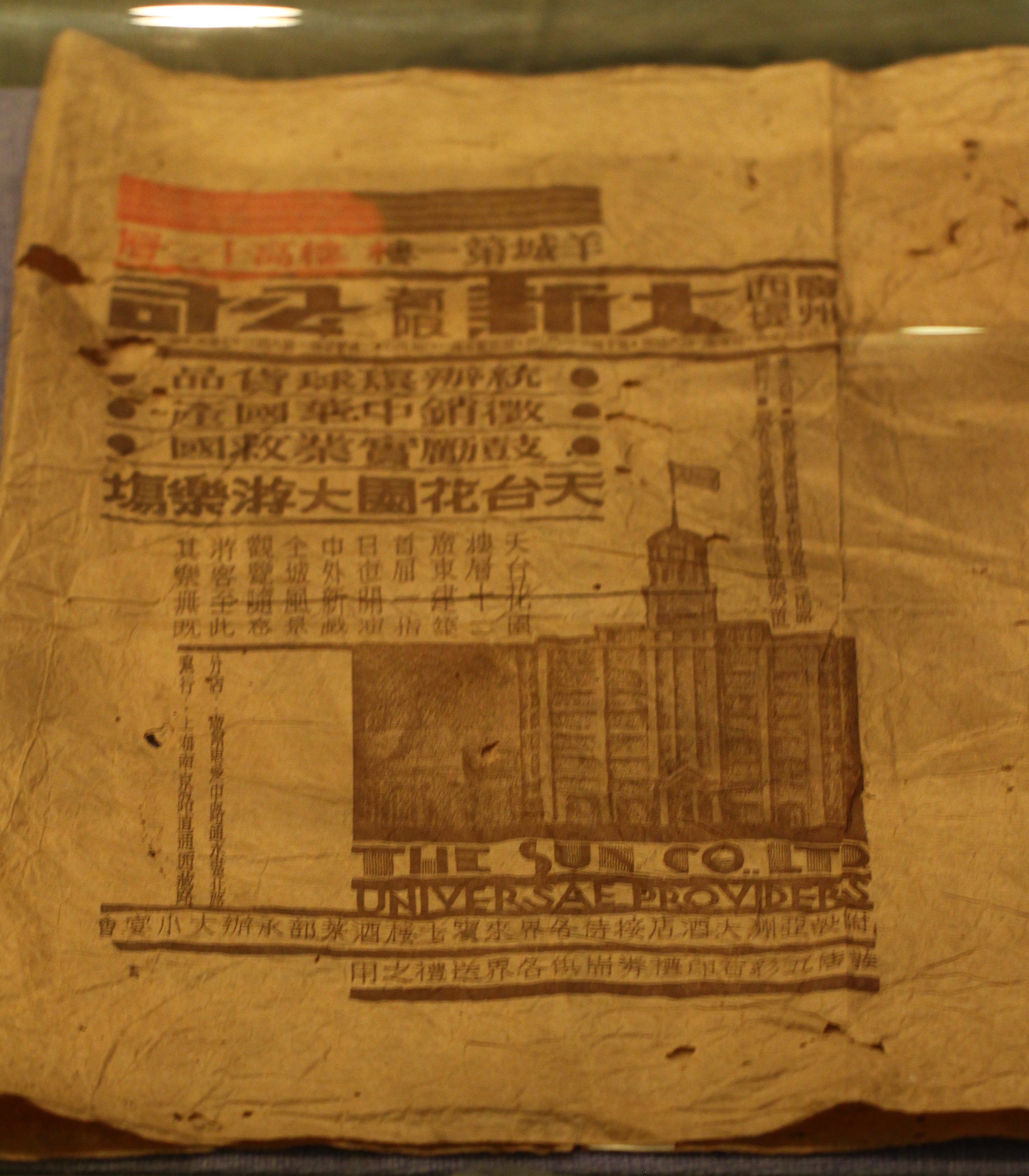
廣州西堤大新有限公司海報，上印有「羊城第一樓，樓高十二層」字樣。

1914年（民國三年），澳洲華僑蔡興、蔡昌在惠愛街（中山五路）與雙門底（今北京路）十字街口興建了「城內大新公司」（現新大新公司），英文是「The Sun Co., Ltd.」。
1918年，再在西堤創立「城外大新公司」，這是南方大厦的原名。大厦于1918年动工，1922年落成，楼高50米12层（10层以上为塔楼），是广州首座钢筋混凝土结构的高层建筑，1937年前是广州最高的楼宇。大新百货公司命名有“大展新猷”的意思，而英文名“大新”则是“The Sun”的粵語谐音。
1938年大厦在抗日战争中被焚毁。1954年在装修后重新开张，取名为西堤百货商店，文化大革命初被當局改名人民百货商店，至1973年改為现名。
1960、70年代曾进行扩建，80年代初作为首批股份制企业，实行集团化经营，1982年平均每天营业额达47万余元人民币，年销售额在全国12家大型百货商店中居第3位，仅次于北京市百货大楼和上海市第一百货商店。1986年在西濠二马路创立中国大陆首间24小时便利店。1993年被中华人民共和国国内贸易部定为中华老字号。
1990年到1995是南方大厦最鼎盛的时期，南大在全国十大零售企业中位列三甲，年销售额达到13亿多元。因天河城这种现代化的购物中心的兴起，加上旧城区交通挤塞和车位紧张，南大在1996年起营业额迅速下滑，出现亏损。虽经市政府批准进行资产重组，但此后经营仍处于困境。
1996年1月，南大与香港粤海集团属下的粤海投资有限公司合作，成立南方大厦有限公司，粤投注资1.8亿，占注资总额的56%。但合资后几年出现严重亏损，粤投在亚洲金融风暴也受到冲击，已无暇再顾及南大，至2001年合作结束。
1999年7月被公布为第五批广州市文物保护单位。2000年被广州市政府第一批授予广州老字号称号。
2001年底，在广州市国有商业企业的改革重组中，南大集团实行先托管後重组，加入广百集团，推动解困重组，寻求生存和发展空间。2004年9月5日，南方大厦最后一日营业，营业额超过300万，入场人次超过15万，为平日的几十倍。
2002年1月改为“南方大厦·国际电子数码城”，经营电子、数码、手机的零件、配件批发业务。
2004年12月，由广东普拓经济发展有限公司与广州市南方大厦商贸发展有限公司合作，成立“广州南方大厦数码市场经营管理有限公司”，经营管理南方大厦数码城。

## 分店
- 天河南方大厦广客隆贸易有限公司，位於天河区黄埔大道68号冼村商业街，1993年8月8日开幕，是中国大陆第一家大型货仓式商场，开张後50日，商品销售额达2200万元人民币，1996年因天河城开业迁往南海市黄岐，原址改为广客隆家居城。
- 天贸南方大厦百货有限公司，由广东天贸（已更名天河城集团）百货有限公司和广州南方大厦有限公司於1996年1月合资组建，南方大厦持股38％，天贸集团持股62％，1996年2月9日在天河城二、三楼试业，8月18日正式开业，2002年底，由于债务等多重原因，南方大厦持有38％股份转由广东粤港控股持有，并改名“广东天贸南大百货有限公司”，2004年5月1日更名为天河城百货。
- 南丰商场，是南方大厦有限公司属下的全资企业，位於江南大道中154号，成立於1985年，经营面积逾4000平方米，是海珠区首家大型百货商店，广州市第一间必胜客餐厅位於此处。2002年8月23日，南丰商场结业，由广百集团接手改为广百百货江南分店，并於2008年结业。现为丽日广场。
- 荔湾百货有限公司，位於德星路9号荔湾广场裙楼第二、三层，2002年结业。
- 西城广客隆，位於环市西路89号，2002年结业。
- 棠溪广客隆，位於广花四路（现三元里大道）228号。结业後被广百集团改为广百电器棠溪店。
- 西环广客隆，位於增槎路22号。结业後原大厦空置多年，现为私立民营医院。
- 成丰百货有限公司，位於机场路1800号（黄石路口）成丰大厦，2002年结业。
- 黄岐广客隆，位於佛山南海广佛一路238号，1996年由天河迁移至此，2003年2月转让股权结业。现为家私城。
- 南方大厦（南海平洲）海天百货公司，1999年结业。
- 盈丰商场，2001年开幕两个月後结业。